# Zwitsers Open 2015
Het Zwitsers Open is een golftoernooi dat sinds 1923 bestaat en dat deel uitmaakt van de Europese Tour sinds haar oprichting in 1972. Sinds 2009 tellen de resultaten ook mee voor de Asian Tour. Het toernooi heet sinds 2001 officieel de Omega European Masters. In 2015 werd het toernooi gespeeld van 23-26 juli op de Ballesteros baan van de Golf Club Crans-sur-Sierre. Het prijzengeld was gestegen naar € 2.700.000, waarvan ongeveer € 420.000 voor de winnaar bestemd was.
Het toernooi kreeg in 2014 naast Credit Suisse en BMW voor drie jaar een nieuwe cosponsor, Vaudoise Assurances, een verzekeringsbedrijf dat in 1895 werd opgericht.
De par van de baan is 71 voor amateurs maar 70 voor professionals. Het baanrecord is 61 en staat sinds 2010 op naam van Miguel Jiménez, die dit toernooi toen won en in 2013 voor de 25ste keer speelde. Het Zwitsers Open staat bekend om de lage scores. In de laatste 31 jaar werd het 16 keer gewonnen met -20 of lager.

De beste pro en de beste amateur van de 50ste Memorial Olivier Barras krijgen een invitatie voor de European Masters.

## Pro-Am
Voor het Zwitsers Open worden altijd twee Pro-Ams gespeeld, de Credit Suisse Silver Pro-Am op dinsdag en de Credit Suisse Gold Pro-Am op woensdag. De Silver Pro-Am werd gewonnen door Trevor Fisher met drie Zwitserse amateurs. Tweede werd Eduardo Gardino, hij had een Zwitser en de enige twee Nederlandse deelnemers in zijn team. De Gold Pro-Am werd gewonnen door Kristoffer Broberg.

## Verslag
Er deden geen Nederlanders mee.

### Ronde 1
Deze eerste ronde werd door 67 spelers onder par gespeeld. De gemiddelde score was 69,90. Fransman Grégory Havret ging naar -7 en nam de leiding. Hij maakte een hole-in-one op hole 13 en werd beloond met een Omega Seasmaster Planet Ocean Co-Axial Chronograph in 18k rood goud.

### Ronde 2
Voor Danny Willett was dit de 7de deelname aan dit toernooi. Hij ging aan de leiding met een score van 127, de laagste score ooit in het Zwitsers Open voor 36 holes. Seuk-hyun Baek was de enige speler die in twee rondes geen enkele bogey maakte. Twee amateurs haalden de cut: de 20-jarige Oostenrijker Matthias Schwab en de 19-jarige Zweed Marcus Kinhult.

### Ronde 3
Scott Jamieson en Adilson Da Silva moesten eerst nog ronde 2 op zaterdag afmaken. 

Er was hardere wind, er waren weer enkele regenbuien en de scores waren hoger. Maar 17 spelers bleven onder par. Op hole 1, een lange par 4, werd maar één birdie gemaakt. De gemiddelde score was 4.45! In ronde 1 en 2 werden 42 eagles gemaakt, in ronde 3 slechts 4. Amateur Kinhult eindigde na een triple bogey op zijn laatste hole op de 11de plaats.

### Ronde 4
Tyrrell Hatton stond na 15 holes op -15, gelijk aan Willett die twee holes achter hem speelde, en eindigde na een ronde van 62 op de 3de plaats. Willett behaalde de zijn derde overwinning op de Tour en kwam in de top-25 van de wereldranglijst. Hij was zevende Engelsman die dit toernooi won. Willett heeft na deze overwinning ruim € 7.000.000 aan prijzengeld verdiend.
| Naam                 | R2D | OWGR | Score R1 | Score R1 | Nr  | Score R2 | Score R2 | Totaal | Nr  | Score R3 | Score R3 | Totaal | Nr  | Score R4 | Score R4 | Totaal | Nr  |
| -------------------- | --- | ---- | -------- | -------- | --- | -------- | -------- | ------ | --- | -------- | -------- | ------ | --- | -------- | -------- | ------ | --- |
| Danny Willett        | 3   | 32   | 65       | -5       | T3  | 62       | -8       | -13    | 1   | 71       | +1       | -12    | T1  | 65       | -5       | -17    | 1   |
| Matthew Fitzpatrick  | 77  | 214  | 69       | -1       | T57 | 65       | -5       | -6     | T16 | 64       | -6       | -12    | T1  | 66       | -4       | -16    | 2   |
| Tyrrell Hatton       | 36  | 115  | 65       | -5       | T3  | 68       | -2       | -7     | T13 | 70       | par      | -7     | T7  | 62       | -8       | -15    | 3   |
| Lasse Jensen         | 183 | 510  | 64       | -6       | 2   | 70       | par      | -6     | T16 | 73       | +3       | -3     | T31 | 69       | -1       | -4     | T31 |
| Seve Benson          | 90  | 319  | 65       | -5       | T3  | 69       | -1       | -6     | T16 | 76       | +6       | par    | T56 | 66       | -4       | -4     | T31 |
| Grégory Havret       | 71  | 218  | 63       | -7       | 1   | 69       | -1       | -8     | T11 | 71       | +1       | -7     | T7  | 73       | +3       | -4     | T31 |
| Jazz Janewattananond | 197 | 369  | 65       | -5       | T3  | 70       | par      | -5     | T21 | 70       | par      | -5     | T16 | 72       | +2       | -3     | T37 |
| Thomas Pieters       | 66  | 222  | 70       | par      | T68 | 69       | -1       | -1     | T49 | 70       | par      | -1     | T61 | 73       | +3       | +2     | T60 |
| Nicolas Colsaerts    | 88  | 196  | 70       | par      | T68 | 72       | +2       | +2     | MC  |          |          |        |     |          |          |        |     |

| Leider |  | Toernooirecord |  | R2D = Race To Dubai |  | OWGR |  | MC = missed cut = cut gemist |

## Scorekaart
| Hole   | 1   | 2   | 3   | 4   | 5   | 6   | 7   | 8   | 9   | Out  | 10  | 11  | 12  | 13  | 14  | 15  | 16  | 17  | 18  | In   | Totaal |
| ------ | --- | --- | --- | --- | --- | --- | --- | --- | --- | ---- | --- | --- | --- | --- | --- | --- | --- | --- | --- | ---- | ------ |
| Meters | 494 | 408 | 175 | 460 | 333 | 296 | 303 | 160 | 579 | 3208 | 371 | 198 | 381 | 178 | 546 | 472 | 215 | 360 | 368 | 3089 | 6262   |
| Yards  | 540 | 446 | 191 | 503 | 364 | 324 | 331 | 175 | 633 | 3507 | 406 | 217 | 417 | 195 | 550 | 516 | 235 | 394 | 402 | 3341 | 6881   |
| Par    | 5   | 4   | 3   | 4   | 4   | 4   | 4   | 3   | 5   | 36   | 4   | 3   | 4   | 3   | 4   | 5   | 3   | 4   | 4   | 34   | 70     |

## Spelers
| - Felipe Aguilar - Kiradech Aphibarnrat - Seuk-hyun Baek - Jason Barnes - Seve Benson - Gaganjeet Bhullar - Lucas Bjerregaard - Richard Bland - Marcus Both - Grégory Bourdy - Kristoffer Broberg - Daniel Brooks - Jorge Campillo - Alejandro Cañizares - Johan Carlsson - Magnus A. Carlsson - S.S.P Chowrasia - George Coetzee - Nicolas Colsaerts - Marco Crespi - Adilson Da Silva - Eduardo de la Riva - Robert Dinwiddie - Chris Doak - Andrew Dodt - Jamie Donaldson - Bradley Dredge (2006) - David Drysdale - Victor Dubuisson - Edouard Espana - Oliver Farr - Niclas Fasth | - Darren Fichardt - Richard Finch - Oliver Fisher - Ross Fisher - Trevor Fisher Jr - Matthew Fitzpatrick - Tommy Fleetwood - Matt Ford - Mark Foster - Marcus Fraser - Florian Fritsch - Rahil Gangjee - Sergio García - Jordi García Pinto - Ricardo Gonzalez (2001) - Richard Green - Emiliano Grillo - Mathias Grönberg (1995) - Anders Hansen - Soren Hansen - Peter Hanson - Tyrrell Hatton - Grégory Havret - Benjamin Hebert - Scott Hend - Michael Hoey - David Horsey - David Howell - Sam Hutsby - Raphaël Jacquelin - Thongchai Jaidee - Scott Jamieson | - Jazz Janewattananond - Andrew Johnston - Shiv Kapur - Rikard Karlberg - Robert Karlsson (2002) - Masahiro Kawamura - Rashid Khan - Thanyakon Khrongpha - Maximilian Kieffer - Jason Knutzon - Mikko Korhonen - Jbe Kruger - Joakim Lagergren - Anirban Lahiri - Moritz Lampert - Jérôme Lando-Casanova - Craig Lee - Richard T Lee - Alexander Levy - Tom Lewis - Steve Lewton - David Lipsky (2014) - Mike Lorenzo-Vera - Jeff Lucquin (2008) - Mikael Lundberg - Morten Ørum Madsen - Mardan Mamat - Matteo Manassero - Richard McEvoy - Damien McGrane - Prom Meesawat - Edoardo Molinari | - Chapchai Nirat - Matthew Nixon - Thorbjørn Olesen - Pedro Oriol - Wade Ormsby - Adrian Otaegui - Chris Paisley - Jason Palmer - Renato Paratore - Unho Park - John Parry - Paul Peterson - Thomas Pieters - Angelo Que - Julien Quesne - Alvaro Quiros - Richie Ramsay (2012) - Siddikur Rahman - Jyoti Randhawa - Patrick Reed - Jake Roos - Brett Rumford - Marcel Siem - Digvijay Singh - Jeev Milkha Singh - Cameron Smith - Gary Stal - Graeme Storm - Mark Tullo - Peter Uihlein - Jaco Van Zyl - Jeung-hun Wang | - Marc Warren - Romain Wattel - Lionel Weber - Lee Westwood (1999) - Bernd Wiesberger - Danny Willett - Oliver Wilson - Thaworn Wiratchant - Chris Wood - Y.E. Yang - Fabrizio Zanotti Invitaties - Bryn Flanagan - Nathan Holman - Yan-Wei Liu - Joel Girrbach - Damian Ulrich - Martin Rominger - Raphaël de Sousa - Lee Slattery - Paul Lawrie - José Manuel Lara Amateurs - Marcus Kinhult WAGR 3 - Matthias Schwab WAGR 10 - Gunn Yang WAGR 39 - Romain Langasque WAGR 20 - Mathias Eggenberger WAGR 155 - Marco Iten WAGR 369 |

## Trivia
Het Zwitsers Open wordt meestal in de maand september gespeeld. In 2015 en 2016 wordt het eind juli gespeeld, dit houdt verband met de Olympische Zomerspelen van 2016.